# Laburnum alpinum
Laburnum alpinum là loài thực vật thuộc họ Đậu. Hoa nở vào cuối xuân. Loài này sống ở Trung Âu và Đông Nam Âu.

## Hình ảnh

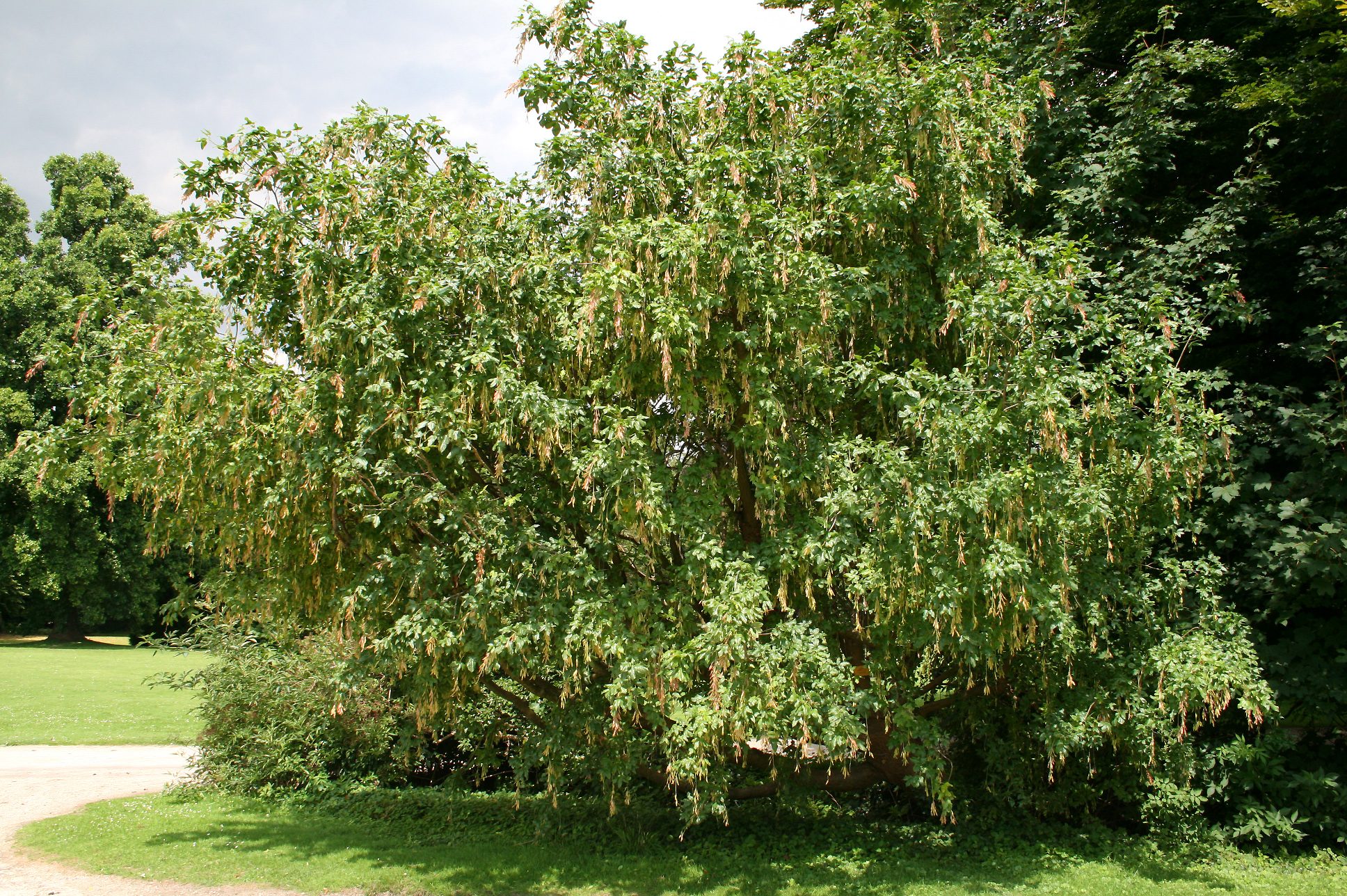
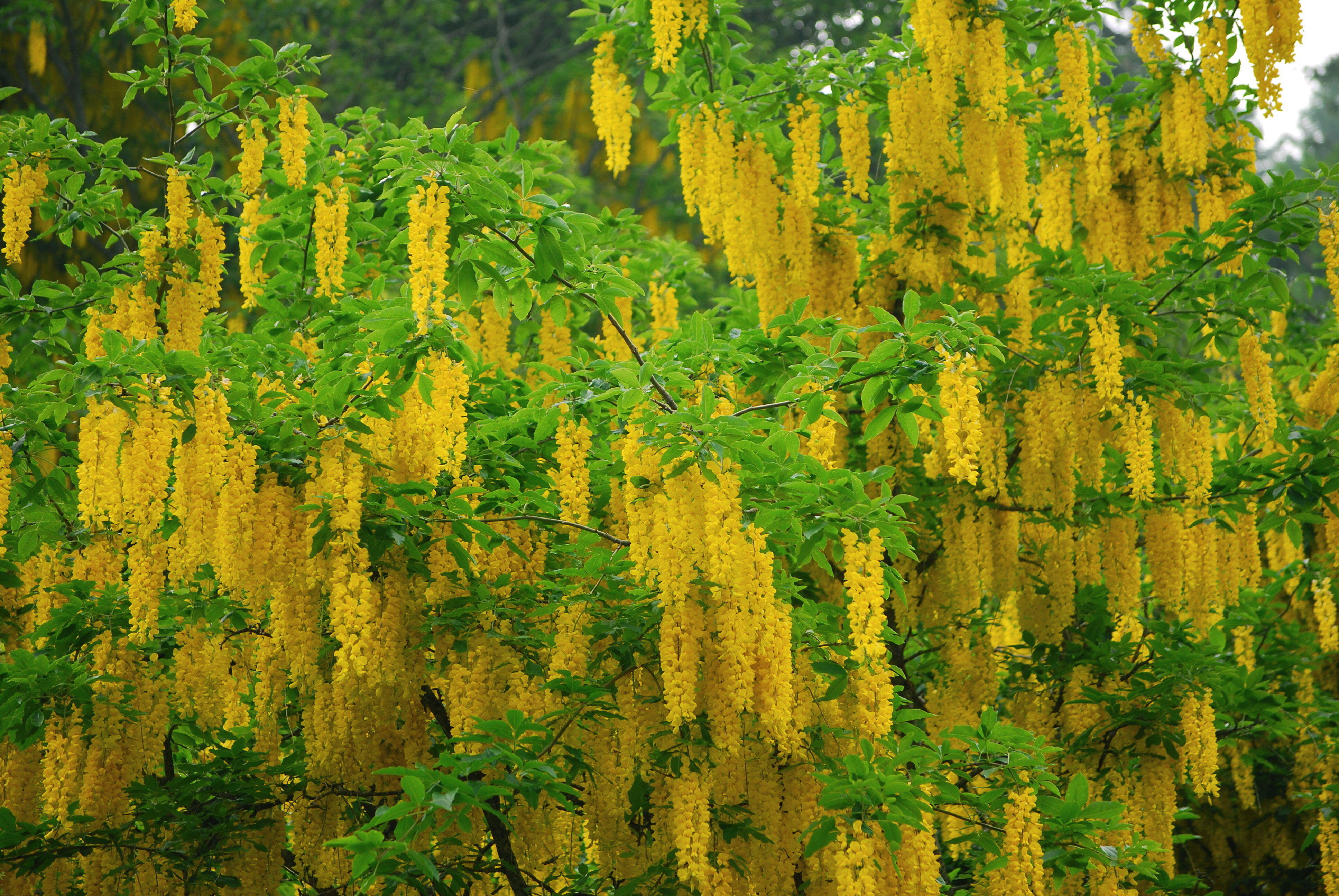
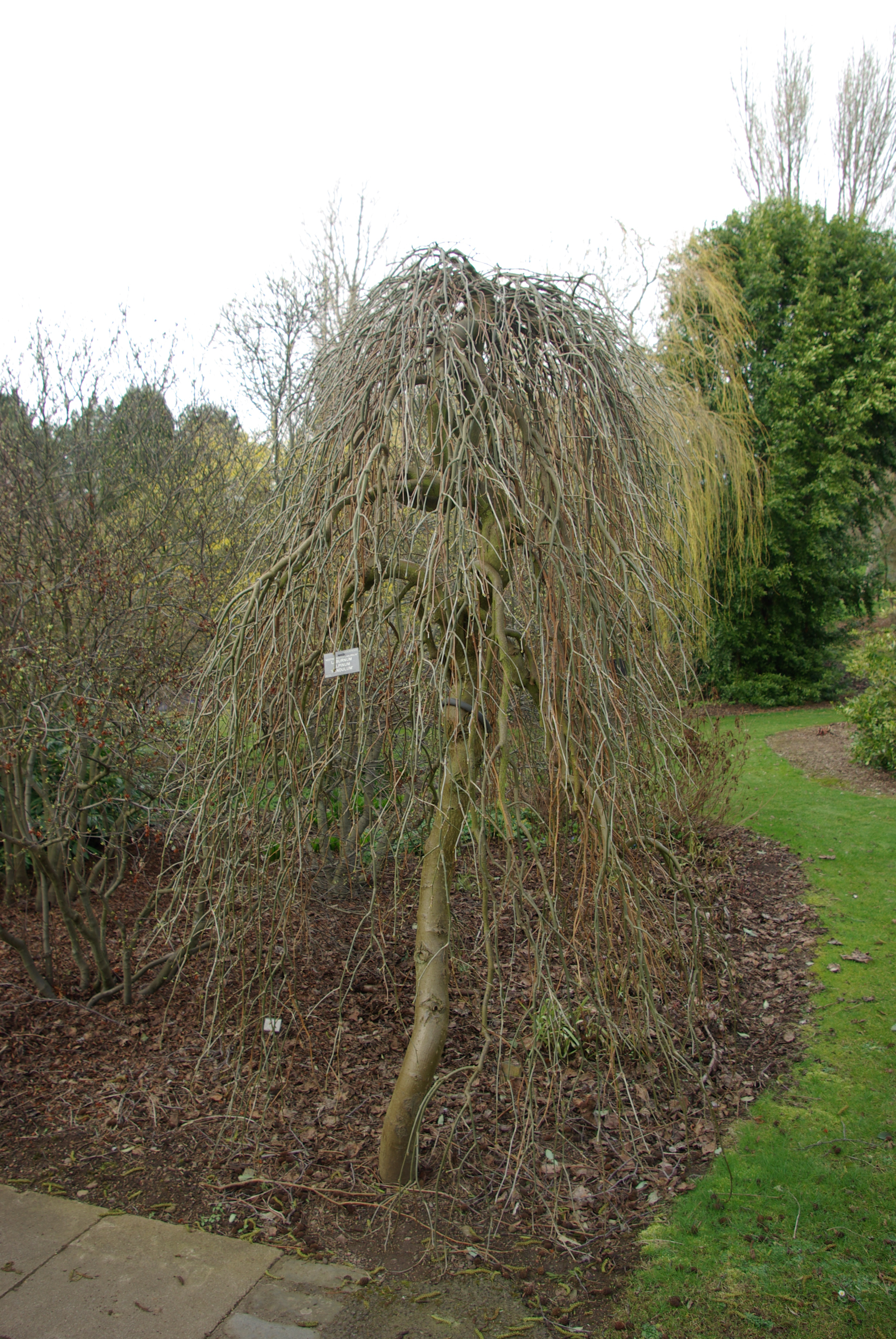
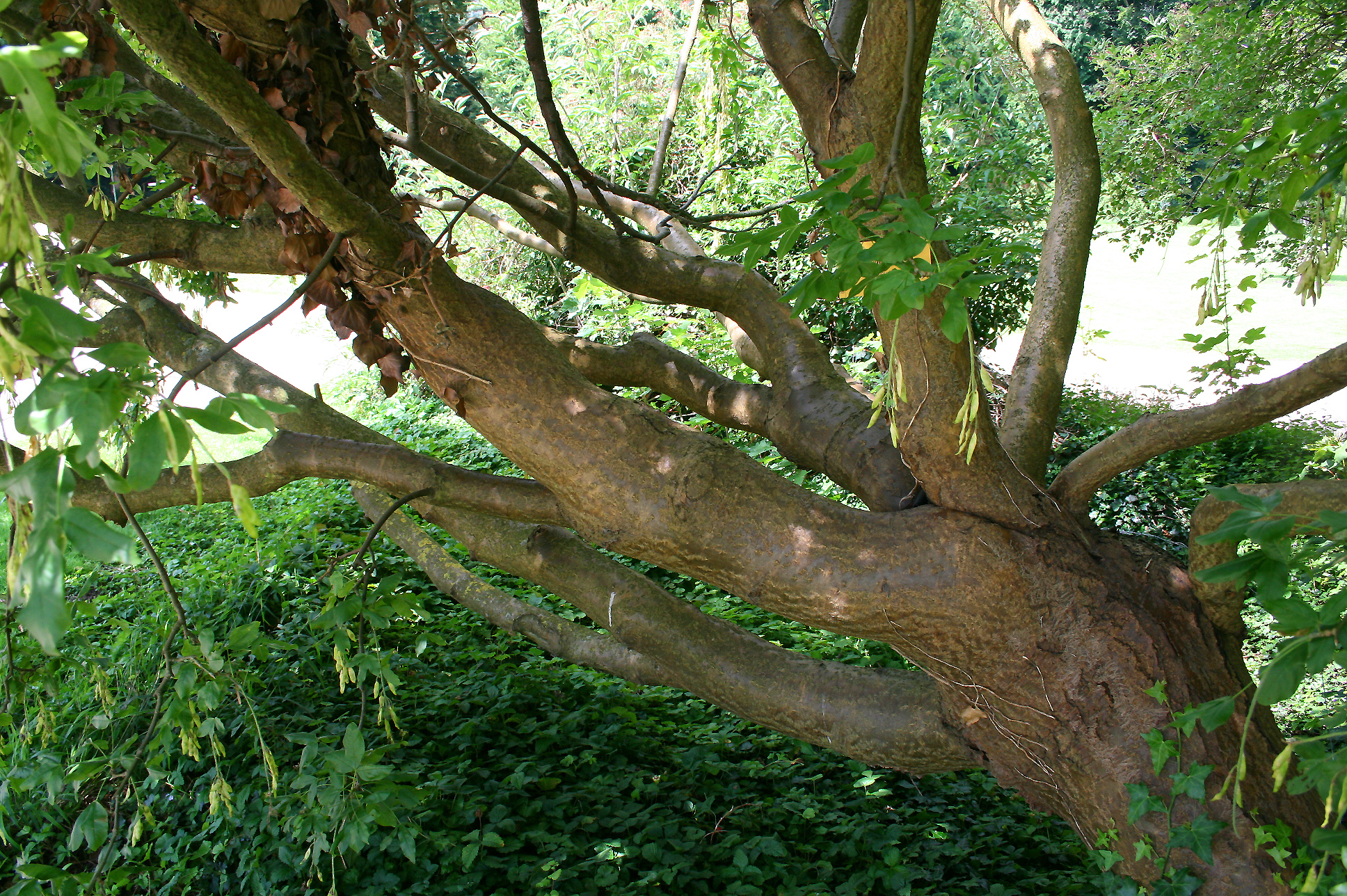
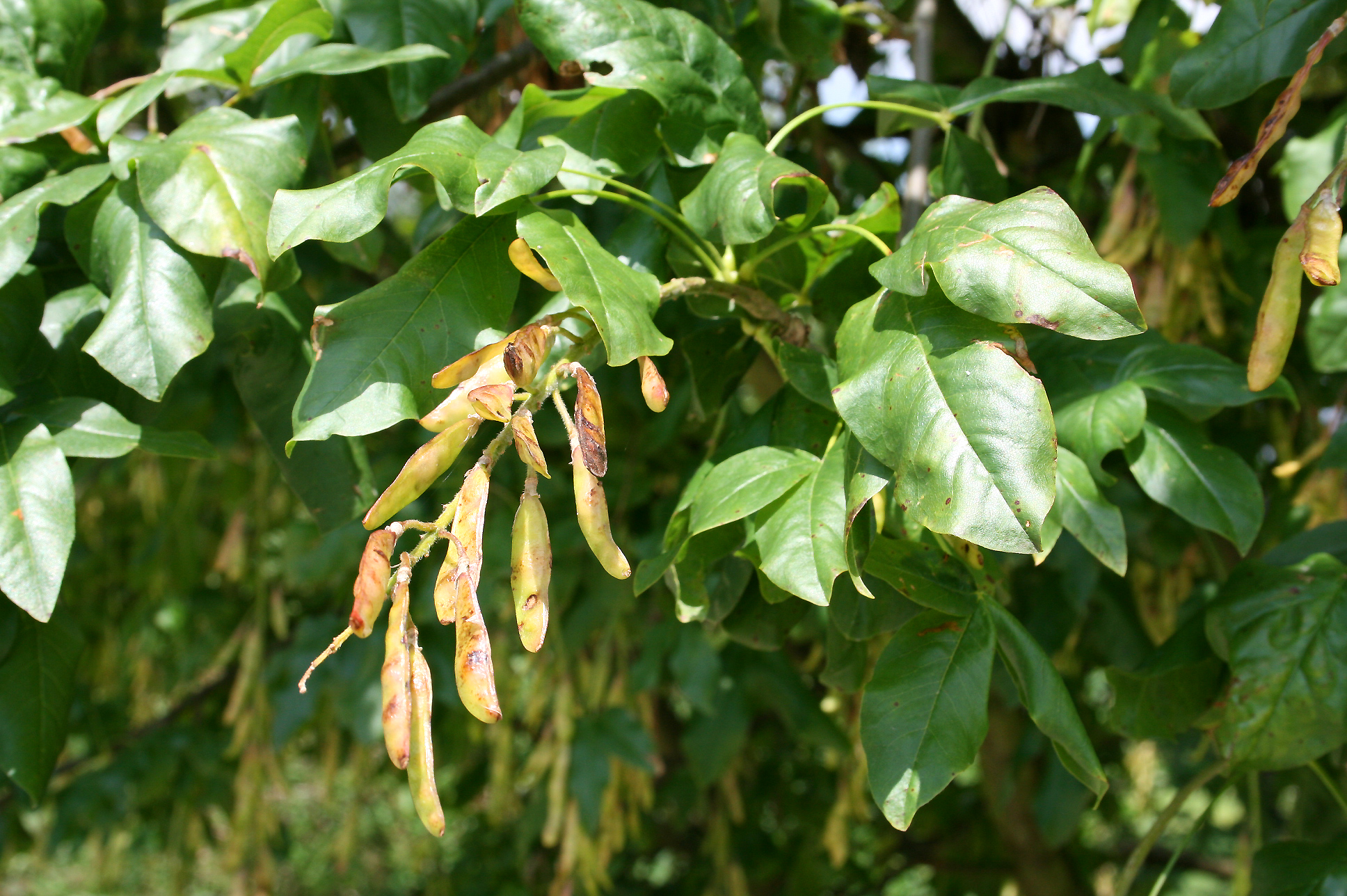
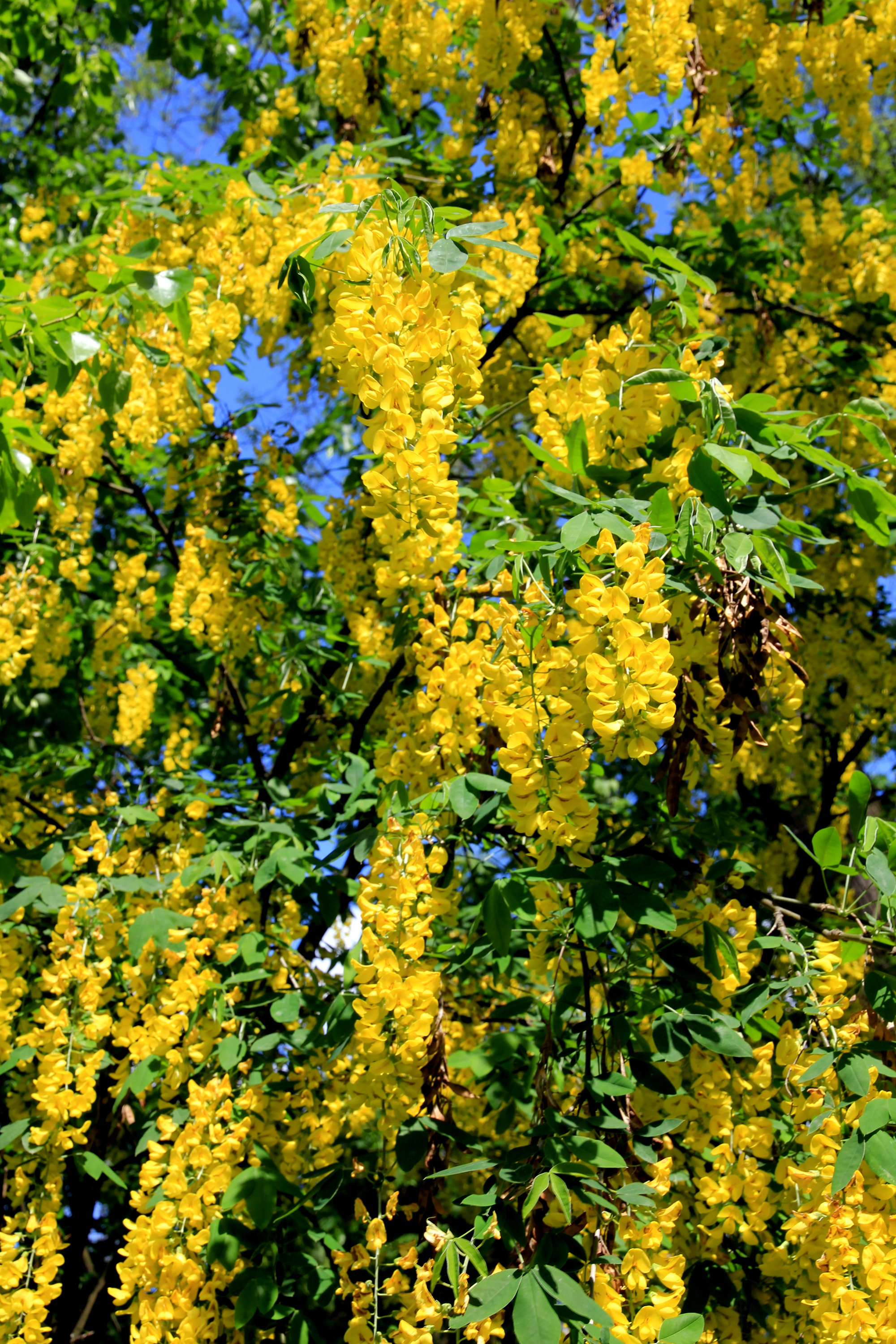
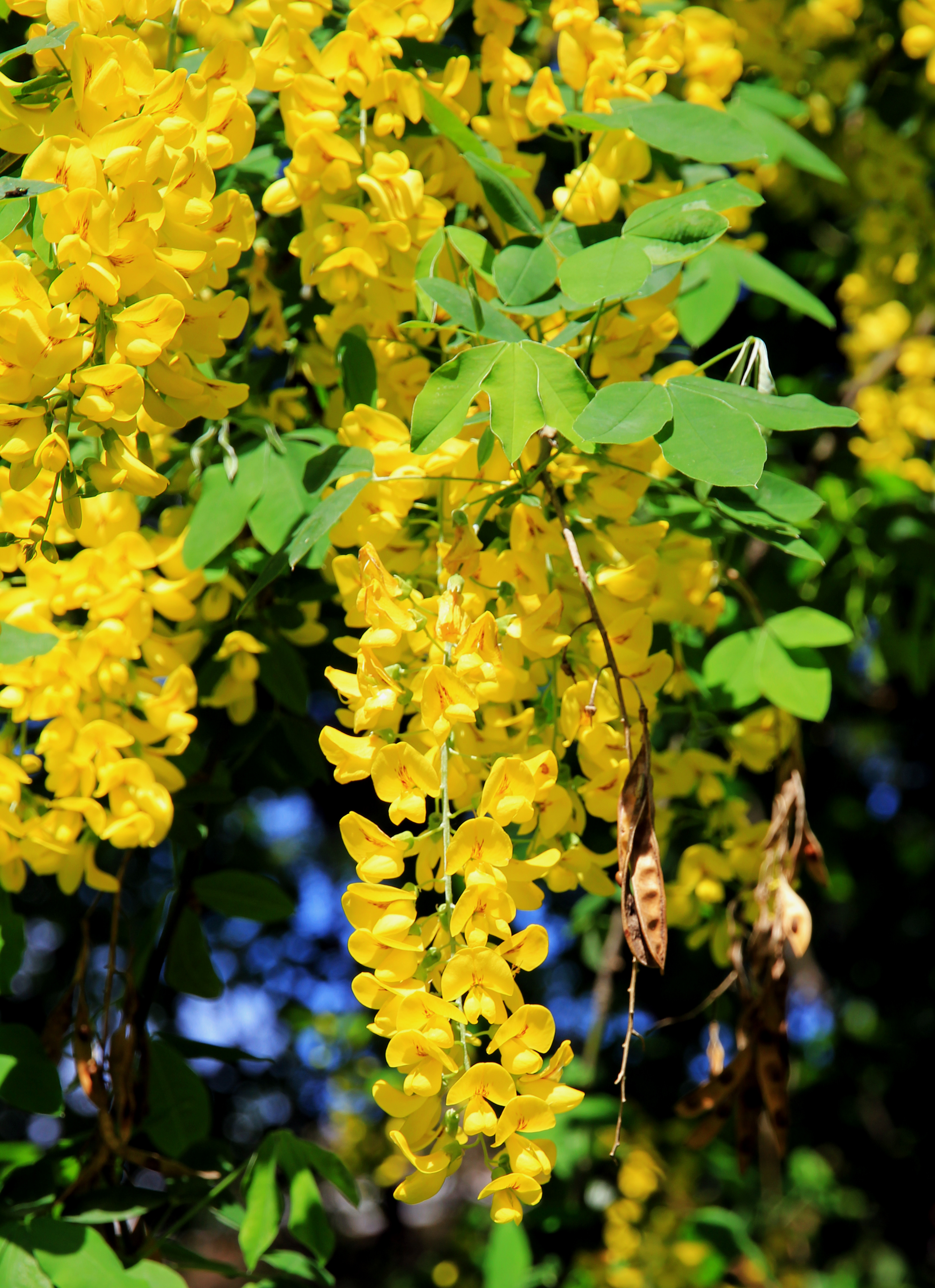